# Business case
Business Case (BC) – uzasadnienie projektu przygotowane w formie raportu; propozycja zmiany biznesowej, opisana w kategoriach kosztów i korzyści. 

## Opis
Opracowanie BC zwykle poprzedza duże projekty, a jej celem jest przekonanie kadry zarządzającej do zdobycia oraz inwestowania funduszy w postulowane przedsięwzięcie. 
Oprócz przedstawienia aspektów finansowych, BC odpowiada na pytania:
- Czy dane przedsięwzięcie jest potrzebne?
- Jaki jest zakres projektu?
- Jakie są dostępne opcje; którą należy wybrać lub odrzucić?
- Jakie jest ryzyko związane z realizacją projektu?
- Jaki wpływ na biznes będzie miała decyzja o niewprowadzeniu projektu?
- Kiedy mogą być wykorzystywane nowe rozwiązania?

BC nie kończy działalności w momencie wprowadzenia projektu, lecz wymaga ciągłej weryfikacji w trakcie realizacji przedsięwzięcia, co jest elementem zarządzania projektem.